# Sbt
sbt (scala build tool) — система автоматической сборки для проектов, написанных на языках Scala и Java. Sbt построена на принципах Apache Ant и Apache Maven, но предоставляет DSL на языке Scala вместо традиционной XML-образной формы представления конфигурации проекта.

## Билд-файлы
```
// Имя и версия проекта

name
 
:=
 
"my-project"

version
 
:=
 
"1.0.0"

// Добавление зависимости для тестов

libraryDependencies
 
+=
 
"junit"
 
%
 
"junit"
 
%
 
"4.8"
 
%
 
"test"

// Несколько зависимостей.

libraryDependencies
 
++=
 
Seq
(

  
"net.databinder"
 
%%
 
"dispatch-google"
 
%
 
"0.7.8"
,

  
"net.databinder"
 
%%
 
"dispatch-meetup"
 
%
 
"0.7.8"
	

)

// Определение репозитория по версии проекта.

publishTo
 
:=
 
Some
(
if
 
(
version
.
value
 
endsWith
 
"-SNAPSHOT"
)
 
"http://example.com/maven/snapshots"
 
else
 
"http://example.com/maven/releases"
)

```

## Пример использования
sbt может быть запущен либо с командой в качестве аргумента, либо в интерактивном режиме (аргумент не указывается). Команда `clean` удаляет результаты компиляции текущего проекта:
```
$ 
sbt
 
clean

```